# Robbie Henshaw
Robbie Henshaw (Athlone, 12 de junio de 1993) es un jugador irlandés de rugby que se desempeña como centro y juega en Leinster Rugby del euro–sudafricano Pro14. Es internacional con el XV del Trébol desde 2013.

## Selección nacional
Joe Schmidt lo convocó al XV del Trébol para enfrentar a las Águilas en junio de 2013. En total lleva 38 partidos jugados y 20 puntos marcados, productos de cuatro tries.

### Participaciones en Copas del Mundo
Disputó Inglaterra 2015 jugando contra la Azzurri, Francia y los Pumas.
| Mundial                       | Sede       | Resultado        | PJ | Tries |
| ----------------------------- | ---------- | ---------------- | -- | ----- |
| Copa Mundial de Rugby de 2015 | Inglaterra | Cuartos de final | 3  | 0     |
| Copa Mundial de Rugby de 2019 | Japón      | Cuartos de final | 2  | 0     |
| Copa Mundial de Rugby de 2023 | Francia    | Cuartos de final | 2  | 0     |

## Palmarés y distinciones notables
- Campeón del Torneo de las Seis Naciones de 2015 y 2018.
- Campeón de la Copa de Campeones de 2017–18.[3]
- Campeón del Pro14 de 2015–16, 2017–18, 2018–19 y 2020–21.
- Seleccionado por los British and Irish Lions para la gira de 2017 en Nueva Zelanda[4]
- Seleccionado por los British and Irish Lions para la gira de 2021 en Sudáfrica [5]